# Länglicher Schnellkäfer

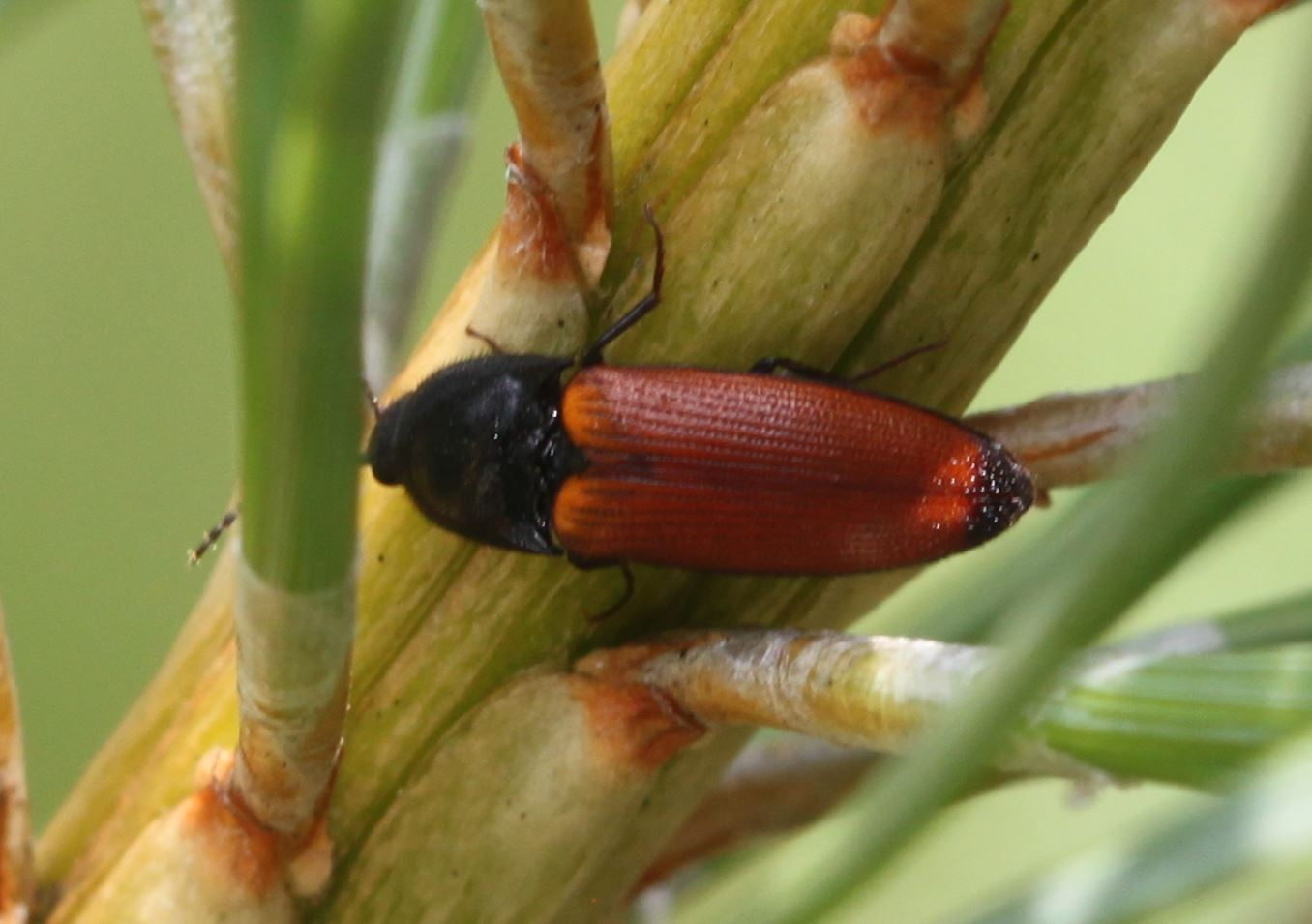
Ampedus glycereus an Jungkiefer

Der Längliche Schnellkäfer (Ampedus glycereus) ist ein Schnellkäfer aus der Unterfamilie der Elaterinae.

## Merkmale
Die schlanken Schnellkäfer erreichen eine Körperlänge von 7–8,5 mm. Kopf, Fühler, Beine und Halsschild sind schwarz gefärbt, die Flügeldecken rotbraun, die Tarsen bräunlich. Die Flügeldecken sind ungefähr auf halber Länge am breitesten. Sie weisen kräftige Punktreihen auf. Die Spitzen der Flügeldecken sind meist schwarz gefärbt. Die Schwarzfärbung erstreckt sich nur ganz selten über mehr als ein Sechstel der Flügeldeckenlänge, kann aber in seltenen Fällen auch fehlen. Das dritte Fühlerglied ist schlanker, aber nur wenig länger als das zweite. Außerdem sind die Fühlerglieder 5–9 nicht länger als breit.

## Ähnliche Arten
Es gibt eine Reihe von verwandten Arten, die Ampedus glycereus von der Färbung und vom Habitus her sehr ähneln, insbesondere die sehr seltene Art Ampedus melanurus.

## Verbreitung
Der Längliche Schnellkäfer ist in Europa weit verbreitet. Die Art fehlt in Dänemark und auf der Skandinavischen Halbinsel. Auf den Britischen Inseln ist die Art nur im Süden Englands vertreten. Im Süden reicht das Vorkommen bis in den Mittelmeerraum und in den Nahen Osten, im Osten bis nach Asien. Die Käferart fehlt in alpinen Lagen. In Deutschland reicht das Vorkommen im Norden bis nach Hamburg. Die Art ist in Deutschland im Südwesten am häufigsten.

## Lebensweise
Man findet den Länglichen Schnellkäfer in Laub- und Mischwäldern, dort häufig an faulendem Holz und an blühenden Büschen. Die adulten Käfer beobachtet man gewöhnlich von April bis Juni, am häufigsten im Mai. Die Larven entwickeln sich in faulendem Laub- und Nadelholz. Sie ernähren sich räuberisch von Kleininsekten und Gliederfüßern.

## Taxonomie
In der Literatur findet man häufig das Synonym Ampedus elongatulus (Fabricius, 1787), nicht zu verwechseln mit der ähnlich lautenden Art Ampedus elegantulus.